# میسی (نبراسکا)
میسی(به انگلیسی: Macy) شهری در ایالت نبراسکا کشور ایالات متحده آمریکا است که جمعیت آن در سرشماری سال ۲۰۱۰ میلادی، ۱٬۰۲۳ نفر بوده‌است.